# 江口寿志
江口 寿志（えぐち ひさし、1965年12月3日 - ）は、男性アニメーター、キャラクターデザイナー。北海道札幌市出身。

## 略歴
東京デザイナー学院中退後、スタジオ古留美、スタジオジュニオを経てフリー。
2023年6月より病気療養のため休業しており、2024年4月には自身のXにて引退を発表した。
漫画家の江口寿史と混同されることが多い。二人はSNSなどを通じ交流があり、互いに別人であることを定期的に公表している。

## 主な参加作品

### テレビアニメ
- ドラゴンボール（1986年、原画）
- ドラゴンボールZ（1989年、原画）
- まじかる☆タルるートくん（1990年、作画監督）
- ルパン三世 ルパン暗殺指令（1993年、キャラクターデザイン・総作画監督）
- 妄想代理人（2004年、作画監督・原画）
- IGPX（2005年、原画）
- 電脳コイル（2007年、原画）
- ベイビーステップ（2014年、原画）
- エンドライド（2016年、原画）
- クレヨンしんちゃん（2018年、原画）
- それいけ!アンパンマン（2022年、原画）

### 劇場アニメ
- チロヌップのきつね（1987年、動画）
- まじかる☆タルるートくん 燃えろ!友情の魔法大戦（1991年、作画監督）
- まじかる☆タルるートくん すき・すき♡タコ焼きっ!（1992年、作画監督）
- MEMORIES（1995年、原画）
- GHOST IN THE SHELL / 攻殻機動隊（1995年、原画）
- スプリガン（1998年、キャラクターデザイン・作画監督）
- スチームボーイ（2004年、作画監督）
- 劇場版 NARUTO -ナルト- 大活劇!雪姫忍法帖だってばよ!!（2004年、原画）
- 劇場版 NARUTO -ナルト- 大激突!幻の地底遺跡だってばよ（2005年、原画）
- パプリカ（2006年、原画）
- 真救世主伝説 北斗の拳 ラオウ伝 激闘の章（2007年、レイアウト）
- 真救世主伝説 北斗の拳ZERO ケンシロウ伝（2008年、メカデザイン・原画）
- 映画ドラえもん 新・のび太と鉄人兵団 〜はばたけ 天使たち〜（2011年、原画）
- 鬼神伝（2011年、原画）
- ジョバンニの島（2014年、原画）
- デジモンアドベンチャー tri.（2015年、メインアニメーター）
- ドラゴンボールZ 復活の「F」（2015年、原画）
- クレヨンしんちゃん 爆盛!カンフーボーイズ〜拉麺大乱〜（2018年、原画）

### OVA
- 新・キューティーハニー（1994年 - 1995年、絵コンテ・演出・原画）
- アイアンマン：ライズ・オブ・テクノヴォア（2013年、原画）

### その他
- ソニック・ザ・ヘッジホッグCD（OP、ED原画、作画監督）

## 画集
- 江口寿志 アニメーション背景原図集（玄光社、2017年5月22日発売）ISBN 978-4-7683-0831-8
- 江口寿志 アニメーションワークス（玄光社、2022年4月28日発売）ISBN 978-4-7683-1400-5

## リンク
- 江口 寿志 (@eguchi_1203) - X（旧Twitter）